# Coarsegold (Kalifornija)
Coarsegold je naseljeno područje za statističke svrhe u američkoj saveznoj državi Kalifornija. Prema popisu stanovništva iz 2010. u njemu je živjelo 1,840 stanovnika.